# Gustav-Adolf-Denkmal (Bremen)

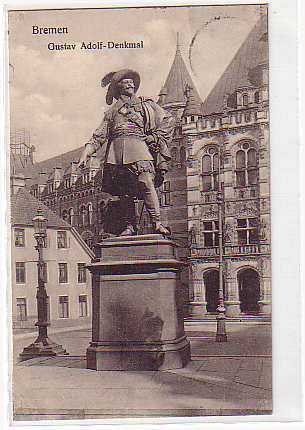
Bremen, Gustav-Adolf-Denkmal (1909)

Das Gustav-Adolf-Denkmal in Bremen war ein bedeutsames Denkmal, das von 1856 bis 1942 auf dem zentralen Platz der Domsheide in Bremen-Mitte stand.

## Geschichte
1851 wurde die von dem schwedischen Bildhauer Benedict Fogelberg modellierte Statue in München von der Bildgießerei Ferdinand von Miller aus Bronze gegossen. Sie war zur Aufstellung in Göteborg vorgesehen. Das Transportschiff strandete auf der Fahrt nach Schweden bei Helgoland. Die Statue wurde von Fischern geborgen und die Helgoländer versteigerten 1852 das „Strandgut“ an dreizehn Bremer Mäzene (Julius Franke, Johannes Fritze, Ältermann Ernst Ferdinand Gabain, Johannes Gustav Kulenkampff, Hermann Henrich Meier, Dr. Emil Meinertzhagen, Carl Melchers, Ludolf Mummy, Julius Quentell, Gerhard Heinrich Roessingh, Carl Tewes, Ältermann Johannes Tidemann), die sie der Stadt schenkten.
Der schwedische König Gustav II. Adolf spielte keine Rolle in der Geschichte von Bremen. Der Bremer Dom und die Domfreiheit mit der Domsheide aber gehörten von 1648 bis 1712 zum Herzogtum Bremen, und dieses wurde als Lehen des Heiligen Römischen Reichs von Schweden regiert. So wurde auch dieser Platz als Standort ausgewählt. Die Aufstellung war umstritten, da die Haltung des Königsdenkmals auch gedeutet wurde als Anspruch auf diesen Grund. Der Sockel aus dunklem Gabbro-Granit wurde von Alexander Schröder entworfen und nach dem Zweiten Weltkrieg entfernt. Am 4. September 1856 wurde das Denkmal eingeweiht.
Im Zweiten Weltkrieg fiel es der Metallspende zum Opfer. Heute fährt hier die Straßenbahn. Ein Zweitguss steht seit 1854 in der Altstadt von Göteborg auf dem Gustaf Adolfs torg und eine Nachbildung in Tartu (Estland).

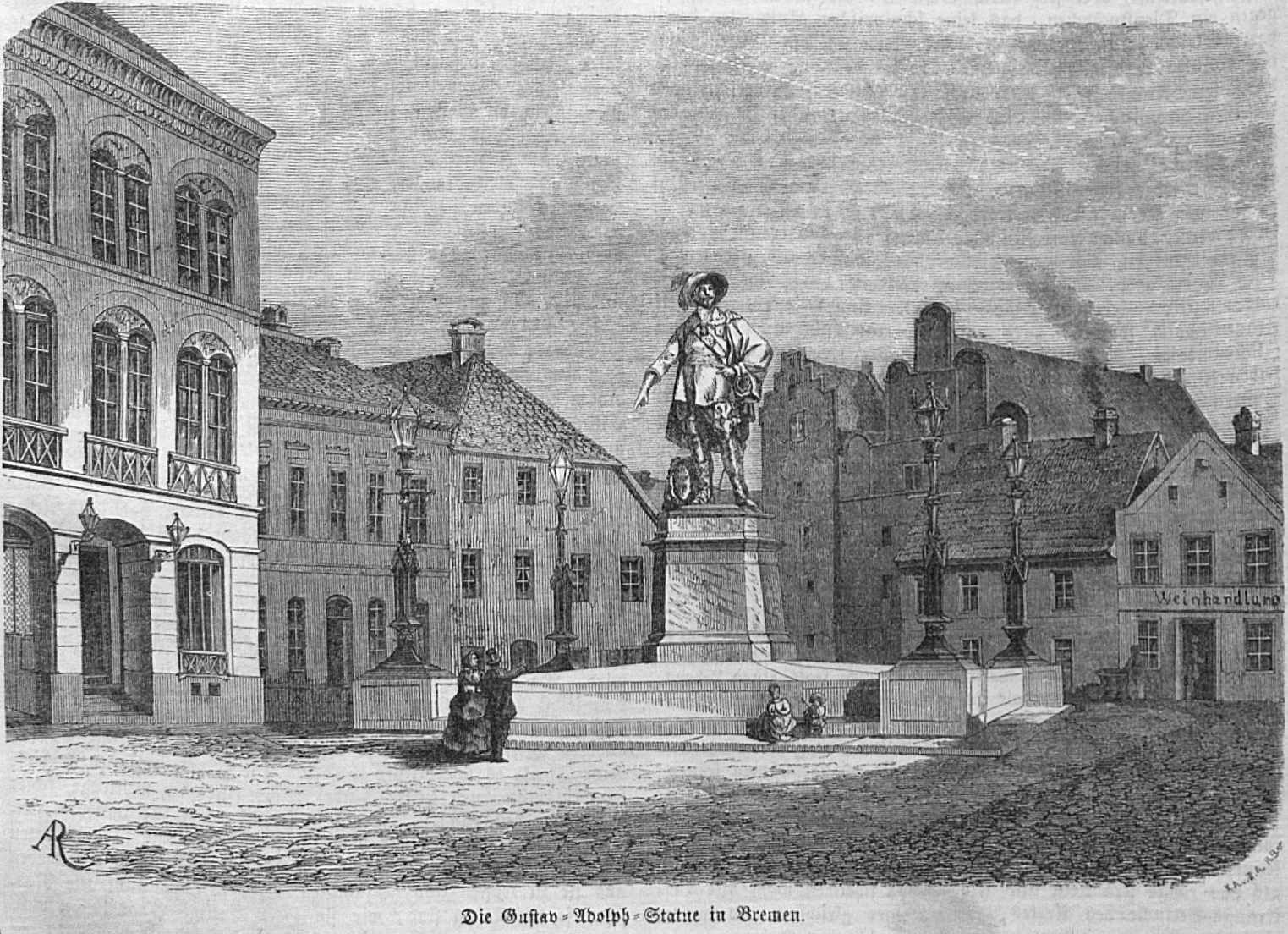
1858
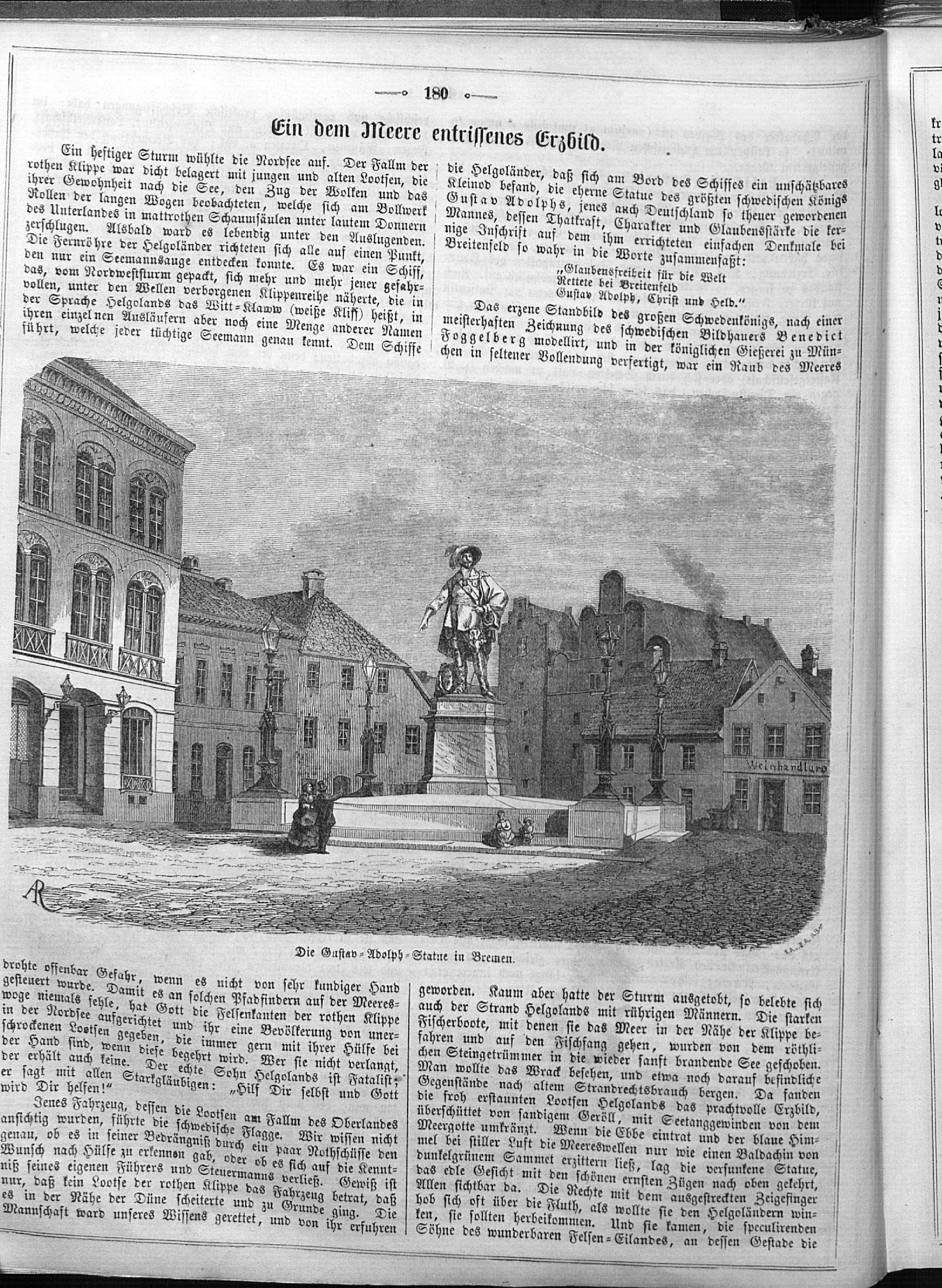
1858
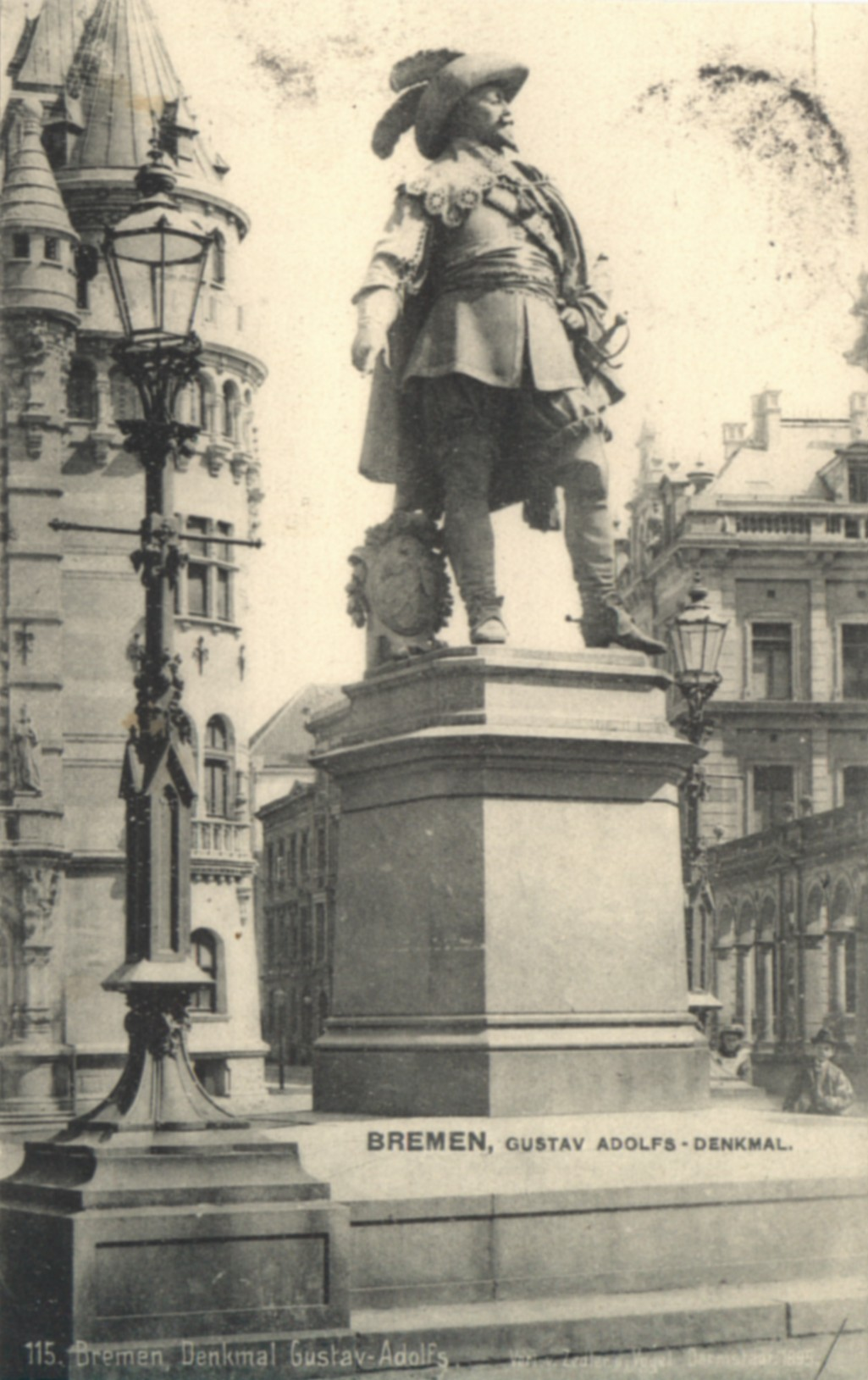
Nach 1890
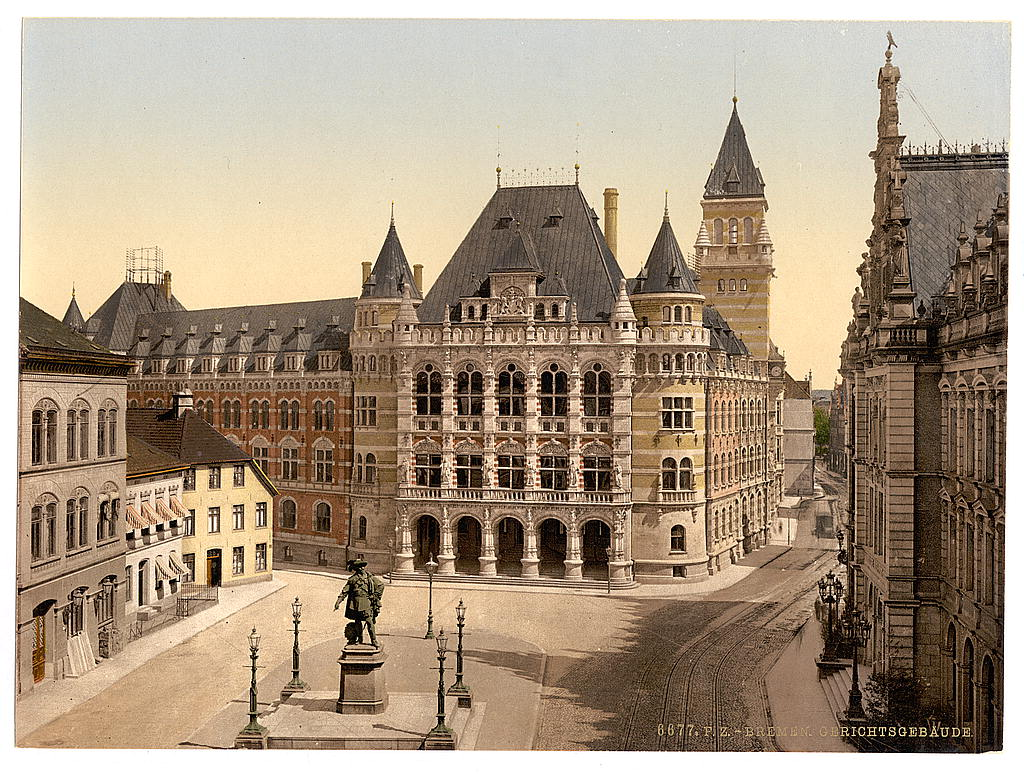
Um 1890/1905